# Живокость пунцовая
Жи́вокость пунцо́вая, или Дельфи́ниум пунцо́вый (лат. Delphínium punicéum) — многолетнее травянистое растение; вид рода Живокость (Delphinium) семейства Лютиковые (Ranunculaceae).

## Ботаническое описание
Многолетнее короткокорневищное растение, поликарпик высотой до 100 см.
Корневище клубневидное.
Стебли прямостоячие, облиственные. Листья черешковые, черешки стеблевых листьев внизу влагалищевидно расширенные; пластинки верхних и средних стеблевых листьев до основания рассечённые, иногда с сегментами на черешочках, конечные доли листовой пластинки линейные.
Соцветие кистевидное. Цветки зигоморфные. Чашелистики лепестковидные, в числе gznb, крупные, тёмно-пурпурные или тёмно-розовато-фиолетовые, верхний чашелистик образует шпорец, кроме того, имеются четыре лепестка-нектарника, два из которых вытянуты в шпорец, вложенный в шпорец чашелистиков, а два других являются не выделяющими нектар стаминодиями. Чашелистики снаружи, цветоножки, завязи и плоды коротко и густо курчавоволосистые.
Плод — многолистовка.

## Распространение и местообитание
Восточноевропейско-среднеазиатский вид, произрастающий в Причерноморье, на Нижней Волге и Нижнем Дону, Кавказе и в северо-западных районах Средней Азии, на западе Казахстана.
В России встречается в областях: Волгоградской, Астраханской, Воронежской, Ростовской, Оренбургской, в Республике Калмыкия, в Ставропольском крае, Республиках Чеченская, Ингушетия и Дагестан.
Лимитирующие факторы — интенсивный выпас скота, изменение экологического режима местообитаний, распашка степных склонов, ранневесенние палы, выкапывание и сбор растений на букеты.

## Охранный статус

### В России
В России вид входит в Красную книгу России и многие Красные книги субъектов Российской Федерации: Астраханской, Волгоградской, Воронежской и Ростовской областей, а также республик Дагестан, Калмыкия, Чечня и Ставропольского края. Растёт на территории нескольких особо охраняемых природных территорий России.

### На Украине
Входит в Красную книгу Украины и Луганской области, охраняется в отделениях «Хомутовская степь» (Украинский степной ПО) и «Провальская степь» (Луганский ПО).